# Shots (canción)
«Shots» —en español: «disparos»— es una canción interpretada por el dúo estadounidense LMFAO con la colaboración en las voces del rapero crunk Lil Jon. Fue lanzado como el tercer sencillo del álbum Party Rock. La canción fue compuesta por Jonathan Smith, Skyler Husten Gordy, Stefan Kendal Gordy y Eric Delatorre.

## Vídeo musical
El video musical de la canción fue subido a YouTube el 4 de diciembre de 2009. El video fue filmado en Tao Beach en el Venetian Hotel, de Las Vegas. El vídeo comienza con la gente tomando el sol en la piscina. De repente Lil Jon, LMFAO, Q, Eric D-Lux y muchos otros aparecen de la nada y empieza a cantar la canción. El video también cuenta con GoonRock, que aparece más adelante en trabajos de LMFAO como Party Rock Anthem y Champagne Showers.

## Versiones
Versión de álbum
1. "Shots" (versión explícita) – 3:42
2. "Shots" (Clean version) – 3:39

Descarga Digital
1. "Shots" (Dummejungs Remix) – 5:06
2. "Shots" (Electro Remix) – 4:48

## Créditos
- Voces: LMFAO y Lil Jon
- Coros: Eric D-Lux
- Composición: Justin Smith, Skyler Gordy Husten, Stefan Kendal Gordy, Eric Delatorre
- Discográfica: Interscope, will.i.am Music Group, Cherrytree.

## Cultura popular
- El video musical cuenta actualmente con más de 100 000 000 reproducciones en YouTube.
- La canción fue modificada y utilizada en un comercial para la película de DreamWorks Animation Studios, El Gato con Botas.
- La canción fue utilizada para la promoción de la película de 2012 de Adam Sandler, That's My Boy.
- La canción fue utilizada como base de una parodia de The Hobbit por Hillywood Productions.[1]
- La canción fue utilizada de la promo de 40 Grados en Mega.

## Posicionamiento en listas y certificaciones
| Listas (2009)                              | Mejor posición |
| ------------------------------------------ | -------------- |
| Australia (ARIA)                           | 75             |
| Canadá (Hot 100)                           | 53             |
| Corea del Sur (Gaon International Singles) | 47             |
| Estados Unidos (Billboard Hot 100)         | 68             |
| Estados Unidos (Billboard Rap Songs)       | 25             |
| Estados Unidos (Heatseekers Songs)         | 2              |

| País           | Organismo certificador | Certificación    | Ventas    |
| -------------- | ---------------------- | ---------------- | --------- |
| Canadá         | CRIA                   | Disco de Platino | 80 000    |
| Estados Unidos | RIAA                   | Disco de Platino | 2 000 000 |